# 第七届全国人民代表大会代表名单
中华人民共和国第七届全国人民代表大会代表共有2970人，任期從1988年3月至1993年3月。

## 北京市（64名）
于卫国、于是之、万里、马耀骥、王碧霖、叶才民、叶林、史定潮、史静贤、朱德熙、刘剑青、刘渡舟、刘德鉁、严仁英、杜德顺、李会元、李维康、李博生、李鹏、杨沫、余永宁、宋世雄、张文奇、张世英、张占林、张国基、张继斌、陆维德、陈丁茂、陈伦芬、陈希同、陈效达、英若诚、罗里波、罗益锋、周冠五、赵守俨、赵垂达、赵紫阳赵鹏飞、胡大鹏、胡亚美、柯昌棠、侯宝林、贾廷让、钱秀珍、郭本立、浦洁修、陶大镛、陶西平、黄子云、梅祖彦、曹凤国、符兰、阎承宗、董建华、董新菊、韩茂富、程春博、傅克诚、熊明、戴逸、魏庭棣、魏福源

## 天津市（51名）
王润生、王慧珠、韦力、牛子文、石金洪、石培岩、卢蕙兰、叶迪生、白桦、母国光、邢起富、年景林、朱兆芳、乔维熊、刘东生、刘芸生、刘航鹰、孙志强、孙洪云、李成钢、李伯勇、李泊溪、李宗凤、李清、李瑞环、杨天受、杨坚白、杨溥臣、吴咏诗、吴振、闵恩泽、张亚雄、张再旺、张华国、范权、周邦基、周朗、郑振妙、赵今声、胡启立、姚峻、聂璧初、徐凤英、黄仕机、章文晋、韩恩甲、童宣明、廖灿辉、穆祥友、衡志、戴锡孟

## 河北省（110名）
丁文斌、于明斗、王幼辉、王权、王守纯、王昌汉、王敏玉、王淑德、牛传江、孔繁喜、艾有勤、申礼成、田福庭、白冬至、白录堂、白淑华、冯忠和、宁全福、吕传赞、刘韧、刘英、刘宗耀、刘盛德、刘琼芳、关春兰、关阔、孙琬钟、孙敬文、苏静白、李万德、李长庚、李庄、李彩、李琦、李德金、李璧铣、杨万里、杨全德、杨振华、吴奇之、吴振清、何广达、何文杰、何香涛、谷晓林、张凤娥、张兰秋、张兴让、张芸玲、张根生、张润身、张景成、陈世堃、陈丙珍、陈植森、范文彬、林枚、林信平、林瑞联、罗植龄、罗惠兰、岳岐峰、周金科、周恒刚、周振德、郎宝祥、孟宪章、赵玉林、赵玉莲、赵国忠、赵金铎、胡淑芬、姜汉杰、秦志新、耿丽娟、栗秀兰、夏亨熹、夏洁心、顾二熊、徐金在、徐冀、高庠玉、郭世昌、郭志、郭佩珍、郭洪岐、唐全杰、唐顺义、黄汉光、黄军军、黄岚、黄国胜、曹玉山、阎恩荣、董耐芳、程广文、傅若梅、傅亮、温永和、谢长民、赖在抗、雷金河、解峰、满恒珍、管美贤、豪杰、颜惠芝、潘公平、霍宗义、魏建昆

## 山西省（70名）
刁文兰、万寿恒、马洪、马烽、马翠珍、王庭栋、王森浩、牛桂英、毛维栋、亢龙田、左昇、申纪兰、白枫、白清才、冯宏章、冯纯礼、冯泽民、邢亦民、成致平、毕生才、朱礼厚、仲济学、任建新、任嫦秀、阮泊生、孙英、杜导正、杜碧兰、李子英、李红星、李运乾、李学谦、李春林、李晋标、李敬平、李道性、杨士琦、杨珊珊、张光鉴、张坤茂、张挺、张桂茀、张健民、张塞、陆文雄、陈子镜、陈日新、陈界新、陈舜礼、苗混瞒、林成谷、罗秀惠、周一鹤、赵生才、郝丽萍、胡舜芝、袁杲、晋辉、徐生旺、高忠丽、郭步殿、席忠义、海玉美、黄环英、常贵明、阎武宏、梁吉祥、解进保、廉能直、薄一波

## 内蒙古自治区（63名）
王双虎、王振玉、王维珍、毛敖海、乌兰夫、巴图巴根、布赫、占布拉扎布、卢振远、叶俊山、叶喜桑布、白录永、色吉拉胡、刘永安、刘峥、刘颜茹、孙英年、苏木雅、苏和、苏荣扎布、李文光、李希贤、李贵、杨玉兰、杨那生、杨秉祺、张廷武、张福生、阿拉泰、陈冰芙、陈秀才、陈维环、陈景和、林干、呼都特、呼格吉勒图、罗加木苏、罗振东、罗锡恩、周北峰、赵秀英、郝秀山、胡拉乌苏、贺健、贺喜格扎布、徐向礼、高凤莲、高守尧、唐乙龙、唐章媛、唐嗣孝、黄志刚、黄绍英、曹爱卿、崔顺姬、清格尔泰、谌志红、斯力更、韩玉根、道布、道尔吉帕拉木、阙求豪、德力格尔

## 辽宁省（144名）
丁兆民、于若梅、于国珑、于国磐、马士升、马龙翔、马延利、马丽翠、马素琴、马振文、马殿峰、王云峰、王扎拉、王长春、王文谦、王立萍、王亚忱、王达高、王光中、王纯山、王国珍、王建佳、王政国、王慧筠、邓凤兰、卢盛和、由作武、史继文、白希尧、冯玉忠、冯振飞、宁汝济、邢鹤林、朱启丹、朱国臣、朱炳梁、朱家甄、华爱芳、刘广征、刘玄恭、刘相荣、刘勉光、刘振宦、关文杰、孙奇、严济慈、严载顺、李大强、李长春、李庆余、李军、李昌安、李学盈、李宗祥、李桂莲、李润庭、李继学、李盛图、杨凤财、杨胜东、杨烈宇、杨辉、杨新华、肖彩芹、时铭扬、吴玉贵、吴汝舟、吴哲、吴淑芳、吴敬南、吴量、员华亭、沈正志、宋则行、张文成、张书德、张全、张羽、张志勋、张丽珍、张奉临、张林生、张宝孚、张铁军、张效云、张焕文、张智毅、张愈学、张殿利、张德利、陈大新、陈祖慰、陈恩凤、陈淑珍、陈慕华、陈慧、武迪生、林仪媛、林勋娟、国培蓉、罗国英、周守忠、周宝林、周厚基、周重芝、郑平、赵文林、赵维铭、赵新良、胡占山、胡时英、胡国庆、胡国栋、钟宝祺、俞泽猷、娄尔康、骆继勋、夏起、夏德昭、顾诵芬、钱令希、徐晨、爱新觉罗·溥杰、高文田、郭廷标、郭运发、郭和夫、龚世萍、崔德志、梁志德、提久琴、彭清源、韩少云、韩吉善、韩维先、程娴、傅钟鹏、温玉芝、谢昭仪、靳中华、鲍志强、黎鹏、燕华、魏富海

## 吉林省（87名）
丁士晟、于彦夫、于宪章、马宁、马启明、王大任、王忠禹、王振英、王倓、王湘浩、王殿荣、王静宜、巴音那木尔、冯建权、冯辅晋、兰贵禄、邢劭朋、朴太洙、朴文一、成盛三、回良玉、朱静航、刘士杰、刘克静、刘彩云、关山复、安太庠、孙力、孙秀君、孙述昌、孙树祥、孙恒斌、牟丽芳、严克强、苏凤琴、李云峰、李希白、李宗铁、李荣海、李硕、李瑞林、杨新人、肖承良、吴式枢、吴健民、何竹康、佘永正、张德江、张德馨、陈乃芬、陈方彬、陈亨颐、陈秉聪、陈彦有、陈鼎铭、范正一、林东镐、尚振令、金秀兰、周玉顺、郑英淑、赵修、胡芝娟、段长玉、姜桂凤、耿昭杰、索敬贤、柴公仆、徐如人、徐荫章、高狄、高宝鸿、高修、高德祥、黄葆同、曹龙浩、康荣宦、阎洪臣、梁忠利、蒋岚瑞、智作文、曾孝箴、谢玉林、谢声源、鄢兰芳、薛广生、霍明光

## 黑龙江省（127名）
丁若鹏、丁淑琴、于士真、于宝清、马秀芝、马骥、王人生、王之馥、王凤升、王军、王吾如、王秀林、王金山、王金陵、王宗祥、王宗璋、王树立、王桂琴、王德民、元容太、牛遇山、尹传鉴、古宣辉、石艳、石富、卢丽娟、卢喆、申冠、田凤山、田佩兰、田福泉、白士明、白秀芝、丛福奎、冯兴义、巩艳荣、有林、回健人、朱介麟、刘万库、刘文举、刘恢先、齐国栋、安振东、许忠仁、许鹿鸣、孙丽萍、孙维本、苏正华、李芝芳、李金顺、李树梧、李剑白、李景华、李锡胤、杨兆辉、杨应鎏、杨英莲、杨金龙、杨景苏、吴鼎和、吴智勇、邱晓兰、邱睛、何永林、佟玉兰、佟祥友、宋贞姬、宋守勤、张久荣、张成义、张庆久、张丽贤、张若先、张轰、张国范、张毅、陈华雄、陈志奎、陈福斌、苑桂英、罗喜生、金彩顺、金遇春、周长吉、周占鳌、郑祖志、郑隆慧、郎春丹、赵玉才、赵国良、郝宝权、郝建恒、胡萍、侯捷、姜圣阶、洪宝源、宫本言、贺俊修、聂秉林、莫秀彦、莫明柱、莫宝莹、贾淑华、钱源春、徐茂芳、栾玉田、高明三、高振元、高桂华、陶成林、黄显瑶、曹垂训、崔明顺、崔致富、尉健行、董桂珍、嵇汉雄、傅秀荣、谢飚、窦瑞霞、颜曼玲、毅赫、潘丽娟、穆晔骏、戴玉坤、魏连

## 上海市（72名）
丁玮、马桂宁、王之珮、王佩洲、王治钢、王振义、王健、尹灏、叶公琦、叶叔华、史美利、白同朔、朱学范、朱镕基、乔石、任文燕、刘念智、江耀飞、孙梅英、严义埙、苏步青、吴大琨、吴阶平、吴承惠、吴贻弓、吴肇光、吴慧芳、谷超豪、汪品先、沈敏康、宋载儿、张元震、张友隽、张仲礼、张敏、张锁娣、张燕、陈士杰、陈松英、陈炳生、陈祖德、陈祥麟、陈德明、周谷城、周海婴、郑伟安、郑霖孙、封福海、赵复三、赵祖康、荣毅仁、胡桂清、哈宝信、祝嘉铭、秦宝兴、袁雪芬、钱伯城、徐明官、徐鹏、殷国芳、高润华、郭秀珍、诸君菁、黄器周、梅寿椿、隋心惠、董寅初、程不时、程晓伍、路寅娟、鲍浩贤、蔡娅娜

## 江苏省（138名）
丁光训、马春华、马德讚、王广德、王东林、王怀萍、王宏民、王恒生、王祖福、王振坤、韦钰、尤建圻、艾德福、卢衍豪、叶干运、叶慧英、冯端、匡培梓、曲钦岳、吕叔湘、吕保维、朱达洲、朱思明、朱剑、朱家璧、华保良、刘建、许仲林、许贤中、许嘉璐、孙昌树、孙家正、孙颔、严克强、杜子威、李玉坤、李吉林、李庆逵、李应运、李佩佑、李荣琪、李炳才、李慎之、李德桃、杨志明、杨吟山、杨念祖、吴仁宝、吴冬华、吴光南、吴仲华、吴斌荣、吴锡军、吴镕、佘峰、汪仁彪、沙启亮、沈甫臣、张阿舟、张松林、张复生、张美芳、张继青、张绪武、张耀华、陆文夫、陆埮、陈立、陈至达、陈森辉、陈锡生、陈毓珍、陈邃衡、陈璧显、邵洪泽、范杰霞、周仲瑛、周杰、周春勤、周珥、赵文娟、赵寄石、胡宁生、胡炼、胡敏、俞兴德、姜秀兰、姜其温、宦继和、费孝通、姚福宝、贺继顺、贺善安、秦兆桢、贾沛德、顾永俊、顾秀莲、钱小萍、钱易、钱家欢、徐永珍、徐同和、徐英锐、徐昆荣、徐梅、徐燕、殷若男、翁心鹤、高政、唐念慈、唐贯淮、唐鸿宾、陶佩芬、黄永言、曹琬、龚维新、盛家廉、章师明、章瑞英、彭冲、彭金生、斯霞、董世汤、董学玲、蒋立金、韩培信、储江、曾华鹏、虞振新、解瑞芹、窦国仁、裴靠恩、谭泉海、潘多、潘君拯、薛锋、戴顺智、魏绍芬、

## 浙江省（120名）
丁有根、王安来、王季午、韦润时、邓先灿、叶如棠、叶丽萍、叶挺镐、田小福、史美棠、匡衍、朱尔梅、朱绮馨、朱琦、朱谱强、庄志清、刘梅芳、刘渊、江平、许步劭、阮晖、孙子甫、孙玉宝、孙漱沅、杜慧萍、巫怀英、李天荣、李承威、李德葆、杨良杜、来乐春、吴小旋、吴子熊、吴文谦、吴东侪、吴民、吴宏美、吴诗达、吴顺传、吴敏达、吴雅颖、何任、何俊华、应良登、汪都宁、汪润生、沈一鸣、沈志荣、沈祖伦、沈桂芳、沈善洪、张玉兰、张玉兰、张世昌、张永祥、张贞契、张怀麟、张炳祥、陆达、陆俨少、陈士良、陈文宪、陈安羽、陈国强、陈宗懋、陈祝安、陈康飞、陈维章、范巴陵、范乐年、茅威涛、林浦雁、林耀光、季道藩、金问鲁、周友根、周志能、周克治、周秀芬、周青疆、郑志新、郑树、郑富生、项秉炎、项淳一、赵兰娣、胡德华、郦金娣、钟小毛、钟伯熙、俞志光、俞樟根、洪震寰、贺美丽、秦吉强、顾功叙、顾世林、钱礼、倪长生、徐序坤、徐灿根、徐起超、郭友于、唐由之、黄明智、常沙娜、章凤仙、梁焕木、屠规彰、董辅礽、董朝才、韩祯祥、程纯枢、温小钰、楼云、阙端麟、蔡义江、裴鲁青、樊雅琴、瞿寿斌

## 安徽省（103名）
卫玠、马兰、马齐彬、马兴教、马怀柱、王工、王凤林、王吉鹏、王光宇、王茂、古华安、石秉弥、石宣珍、龙正容、卢荣景、叶生昌、叶笃正、冯永勤、邢有瑛、吕保成、朱成友、朱咸来、乔传秀、任克礼、任新民、刘心恕、刘思魁、刘盛武、刘源张、许学受、许家政、孙扬勇、孙庆友、孙起孟、孙靖松、孙毓芳、苏桦、李一峰、李世道、李金宝、李荣花、李桂秀、李翊神、杨大可、杨纪珂、杨承宗、杨素云、杨海波、杨锦礼、吴文芳、吴东之、吴兰、吴让祥、吴华夏、吴华强、吴良炬、吴建生、吴翠兰、余洪、邹秀兰、宋长汉、宋孝贤、张友道、张立之、张学敏、张家顺、张家瑞、陆永安、陈天任、陈光琳、陈宗明、陈雄、陈登明、陈登科、陈锦华、陈新田、邵方铨、邵挺根、罗小伦、岳书仓、周玉德、孟富林、赵素云、赵敏学、荣广宏、胡淑芳、施伟国、徐立全、徐传德、徐景仁、高玉华、浦德华、黄纬禄、盛瑛、葛钟麟、葛庭燧、韩桂兰、谢永康、路观平、鲍建广、谭布真、颜昌贵、颜语

## 福建省（70名）
王世锐、王汉斌、王兆国、王克明、王玲妹、王润生、王维韫、王绶琯、王耀华、冯依淼、刘与平、刘中柱、刘钦锐、阮五崎、严加发、李立士、李景禧、李温仁、杨浚、吴孝凯、吴松光、吴松刚、吴愿金、余宝笙、邹尔均、应模章、张明俊、张佩环、陈日亮、陈训明、陈光毅、陈希仲、陈泉源、陈觉万、陈营官、陈维尧、陈增光、陈德润、林元坤、林兰英、林秀娥、林晶晶、郑义正、郑美珠、郑惠英、郑瑞英、郑赛冰、郑霖、胡宏、要焕年、洪永世、贾久民、郭瑞人、黄幼雄、黄年来、黄声野、黄秀贞、黄金陵、龚一飞、彭群芳、蒋蓉娟、韩玉琳、韩益群、粟秀玉、程序、游德馨、赖永兴、赖爱光、雷梅娇、颜长城

## 江西省（83名）
万贤浩、万绍芬、王书枫、王仲发、王泽民、王厚德、王道瑞、文小平、方危海、方博林、邓高铃、田士毅、毕兆华、吕培俭、吕菊香、朱荣、危秀英、刘伟、刘延东、刘运来、刘国贤、刘炎玲、刘夏石、刘焕辉、许勤、李一甦、李天培、李岐山、李玲玲、李柱、李崇佑、李鸿辉、杨希林、肖秀琼、吴广团、吴官正、邹硕恩、张云川、张少波、张果喜、张富、张裕衡、张瑞雪、陆孝彭、陈世旭、陈先、陈观珍、陈作霖、陈逢彩、罗明、周玖庚、周慹平、赵云章、胡丽华、钟金根、秦锡麟、徐友祥、徐京发、徐章英、郭永坤、陶玉兰、黄文礼、黄定元、黄建华、黄璜、黄懋衡、曹金水、曹绍琼、康芳芬、蒋祝平、程安东、程金发、舒圣佑、舒惠国、曾庆和、曾荣苟、曾昭侃、温刚百、裘宗舜、雷长生、廖云龙、颜龙安、戴崇安

## 山东省（178名）
丁枢俭、丁桂英、于希宁、马善伦、王世墉、王永幸、王伟、王任之、王志民、王秀婷、王怀远、王建功、王春树、王钦、王根源、王道玉、王渭田、王增笃、王耀生、毛宾尧、乌以功、方荣翔、孔凡鲁、石珍荣、龙守信、卢秀新、卢新华、冯怡生、冯展娟、司志杰、朱关兴、朱玲、任继愈、庄万、刘玉华、刘丙寅、刘兰盈、刘延民、刘洪仁、刘祚昌、江时、江瑞明、许玉慧、孙立斌、孙华心、孙翠英、牟成泽、纪玉君、严大凡、李士先、李大年、李文全、李玉海、李可岐、李后、李安乐、李国瑞、李明先、李学智、李钟平、李振、李祥苓、李清岷、李淑萍、李裕书、李殿魁、杨久贞、杨波、杨秋萍、杨淑英、杨绵绵、吴克阳、邱铁铠、余松烈、辛显令、汪云琇、张子明、张文彦、张文卿、张甲玉、张申一、张邦元、张同生、张承先、张树慈、张洪英、张留林、陆光庭、陈开明、陈朴先、陈金香、陈唯真、邵桂芳、邵朗钧、欧阳光华、季万贞、岳桂兰、金兰英、金志忠、金溯甫、周君敏、周恩、庞连生、郑义堂、郑俊民、孟红、赵林山、赵笃学、赵新生、郝斌、胡宏智、胡振国、胡福彩、咸荣海、段建芹、侯国本、俞正声、姜万禧、姜守智、姜连仓、姜春云、贺学圣、贺敬之、秦云、秦灿石、莫文祥、柴树藩、党葆实、钱家骁、倪志福、徐文园、徐功卿、徐应铨、徐法水、徐剑石、徐雷健、奚霞、高中正、高志华、高克亭、高耀煊、郭长才、郭松年、郭爱珍、唐厚运、陶力、黄义、黄佩韦、黄道农、梅立生、戚其章、常宗琳、崔久峰、崔芸生、康英宗、章宗江、阎启俊、梁树威、彭佃德、彭振利、董凡玉、蒋士和、蒋志坚、韩忠海、韩棣、韩寓群、程远和、傅少思、傅曾矩、曾文戊、曾呈奎、谢鸿生、翟永浡、翟守才、潘承洞、戴胜兰、魏延年、魏坚毅

## 河南省（151名）
丁一、丁川、丁百元、于黑丁、马心高、马荣科、王小梅、王义民、王中岳、王书玉、王如珍、王秀荣、王应昂、王保莲、王衍惠、王洪延、王群、王德忱、王德林、韦国清、亢崇仁、孔庆著、甘永祥、左明生、厉良辅、史来贺、付洛生、白凤祥、白双立、白西川、吕永盛、朱书泉、朱家琪、朱景云、朱德昭、伍英发、刘才华、刘仲轩、刘思谦、许富花、孙武城、孙鸿烈、孙善康、买立智、纪涵星、杜世臣、巫兰英、李长铎、李文鲜、李金岭、李承恩、李庭育、李振华、李超、杨立功、杨振德、杨辉、杨铿、吴绍骙、何志钜、何泽民、余世顺、汪运增、沈成明、沈海观、宋玉玺、宋国华、张天兰、张文生、张兆瑞、张赤侠、张志平、张秀清、张忱、张明、张树德、张炳熹、张洪华、张景惠、张瑞璋、张新亚、陈小旺、陈天然、陈玉梅、陈正华、陈兆华、陈守予、陈启宗、陈遒北、陈福泰、范好古、范钦臣、林作楫、林治开、周礼荣、周脉常、郑淑真、赵凤羽、赵文甫、赵文隆、赵振峰、赵趁妮、赵福林、赵福林、胡树俭、段花、侯景芝、洪文广、祝兰琴、姚敏学、姚富琴、贺志芳、秦耀华、聂绍保、栗炳珍、夏岫美、顾明、钱琼琍、高葆谦、郭小根、郭元英、郭培鋆、唐万章、唐光裕、唐祖宣、海光兴、陶绍斌、陶新霞、黄发娃、黄光正、黄守伍、梅养正、曹策问、龚肇枢、常香玉、崔电亮、阎发兵、阎秀芹、董民声、程维高、傅美荣、曾涛、温继善、裴世侠、黎明、潘贤娣、潘玲、戴明、戴保兴、魏金花、魏桂云

## 湖北省（113名）
丁桃明、万赤明、王华勤、王海林、毛丽珍、尹成富、尹光显、以体珍、邓泽顺、田寿延、田英、吕克克、吕承彦、朱同炳、任中林、华旭东、向欣然、邬度林、刘叔鹤、刘树维、刘渝兴、江泽熙、安凯、许厚泽、许冀煌、杜时可、李玉芳、李其凡、李国础、李俊、李家咸、李崇淮、李辉轩、李道均、李嵩、杨浩忠、杨葆焜、吴华品、吴怀恩、吴爱娣、邱恭元、何浣芬、闵桂玉、沈克昌、宋一平、宋银宾、张正林、张光明、张空凌、张洪伦、张洪祥、陈大明、陈水文、陈世强、陈光荣、陈仲华、陈启发、陈宗基、陈宜瑜、陈清、陈慈萱、林上元、林汉雄、林金铭、罗公亮、罗丽兰、罗清泉、周心朝、周世极、周传仁、周宏仁、周宝生、周桃花、周家明、周朗溪、郑大荣、郑美云、孟传秀、赵庆华、赵宝江、赵梓森、赵鹏大、郝诒纯、胡传治、胡克实、胡昌民、胡恩霞、胡嘉猷、姚广、姚绍斌、夏菊花、钱劢、钱岱、徐林茂、徐昭东、郭力文、郭振乾、唐小禾、黄知真、曹冠中、龚文祥、章治文、梁淑芬、彭英明、董乐山、韩爱平、曾迪平、曾祥芬、裘法祖、漆林、熊远著、潘家成、戴维新

## 湖南省（112名）
卜启圣、王克英、王连福、王宋大、王贤怡、王显密、王桂芳、元东吾、文于一、方毓棠、尹卫萍、邓文全、邓威特、艾爱国、厉以宁、石玉珍、龙素梅、田晓英、丘武兴、司马琼、朱二桢、朱怀安、朱积年、朱德林、刘大年、刘夫生、刘玉华、刘坤山、刘钢夫、齐寿良、祁承经、孙振华、孙健忠、严敦干、李小嘉、李罗斌、李泽厚、李学渊、李复贵、李培生、李淑蓉、李瑞山、杨正源、杨向群、杨芳群、杨克俭、杨意红、杨蔓茹、肖泽宏、肖新求、肖端林、吴旦人、吴同南、吴志泉、吴奇、何真临、何祥、邹声扬、宋克湘、张光玉、张叒、张忠培、张德仁、张德齐、张霞、陈国达、陈忠平、陈研、陈寊、易德兴、周时昌、周珏、周炳钊、郑方琪、赵克蓉、赵杰兵、赵尚久、赵荣、赵满珍、胡彪、段铭康、侯振挺、姚绮云、袁谋训、徐仲榆、徐唐龄、高德、唐达成、黄自莲、黄益民、黄道奇、黄碧梧、彭元喜、彭仁阶、董来炜、蒋伏君、蒋春云、蒋虔生、蒋富平、程宏盛、焦林义、曾建徽、曾宪泽、谢科锡、詹顺初、廖崇珍、谭志先、谭金生、谭景阳、熊清泉、黎子泽、瞿宝元

## 广东省（163名）
于飞、马万祺、区棠亮、区鉴泉、毛文书、文水权、方少逸、方善桂、邓耀辉、卢钟鹤、卢瑞华、叶丽群、叶佩英、叶钦、叶选平、叶雄干、邝健廉、司徒戎生、吉亚球、朱友植、朱森林、伍圣英、伍尚忠、伍觉天、伍雪琼、伍禅、任仲夷、刘志平、刘秋容、刘复之、刘振群、关山月、关淑萍、江丽芳、江嘉良、汤秉达、许士杰、许小华、许家屯、苏萍、杜月坚、李连生、李坚真、李招燕、李金云、李金培、李育煌、李科生、李瑞源、李灏、杨文贵、杨立、杨汉光、杨应群、杨其华、杨德元、吴礼珍、吴康民、邱观钰、何英、何厚铧、汪仲英、汪明荃、汪斌、沈四妹、沈永椿、张化祥、张仕骞、张建华、张琮、张福年、张燕凤、陆达兼、陈子彬、陈有庆、陈远睦、陈纮、陈昌骏、陈景垣、陈碧霞、陈燕发、范兴登、范美英、林凤仙、林志厚、林若、林国强、林焕馨、欧阳德、欧初、罗天、罗元恺、罗征祥、罗桥年、周铮、郑耀棠、赵汝能、胡楷、柯平、柯居涯、蚁美厚、钟良英、费彝民、姚锦钟、姚嘉华、秦牧、袁伟时、莫新银、徐弗、徐成仁、徐是雄、徐雪宾、郭俊彦、郭硕鸿、唐治安、唐星樵、唐鑫、容柏生、陶驷驹、黄玉梅、黄光才、黄光汉、黄国胜、黄柱良、梅日新、梅骅、符儒海、梁广大、梁日沛、梁伟成、梁灵光、梁茂寰、梁振元、梁湘、蒋新荣、曾定石、曾昭科、温惠珍、谢玉妹、谢非、谢强华、谢楠柱、蓝水妹、蓝钟胜、蒲蛰龙、雷洁琼、詹伯慧、蔡体远、蔡森林、蔡赛花、廖平寅、廖晖、廖瑶珠、端木正、谭盈科、谭维汝、熊转好、黎国新、霍英东、戴作霖、戴杰、魏振兰、魏鑑贤

## 广西壮族自治区（87名）
王弋丁、王兆邦、王腾金、韦元威、韦仕军、韦纯束、韦建征、韦美芳、韦家国、韦继松、文戈、甘苦、甘宗容、平雷、卢崇亮、田玉梅、成克杰、朱月秀、刘知炳、刘美琳、阮成德、苏健基、李丁民、李玉林、李宁、李兆仍、李兆焯、李名辉、李其成、李尚安、李果刚、李国运、李恩潮、李锷、杨松飞、肖玉雪、吴翔、何辉、余兆广、余颂玲、邹瑜、张书贵、张有隽、张祖南、陆宁宁、陆成勋、陈岸、陈廖球、陈震宇、林涧青、林超群、林瑞玉、罗里加、周飞雄、周军、封旭华、恽延世、秦成功、莫黎明、徐学洪、凌云志、唐佩珠、陶爱英、黄汉云、黄任文、黄任武、黄旭宣、黄志英、黄绍亮、黄荣、梁秀花、梁焕新、梁熙南、彭懿紫、蒋炳光、蒋毅、覃志刚、谢迺坤、谢铁骊、蓝怀鹏、廖詠莲、廖振忠、谭梅星、樊建仁、黎秀叶、黎毓明、魏述让

## 四川省（203名）
丁伟漱、于汉卿、马力可、马永利、马识途、王大德、王子平、王仁俊、王亚平、王叔文、王宓君、王彦立、王敖、王莉文、王献楫、王源峰、王福星、王慧才、王德功、王德立、木呷补助、瓦扎木基、水普老毛、毛子霖、仁真汪修、邓享惠、艾廉钺、古耕虞、平措汪杰、卢铁城、卢道猜、旦科、叶荫庭、叶俊美、白在林、白尚武、冯希尧、冯德民、吉觉阿呷、朱盛科、朱裕民、华德君、向德科、刘云波、刘文科、刘书明、刘极常、刘应明、刘英杰、刘秉尧、刘金龙、刘育仁、刘诗白、刘诗富、刘绍先、刘晓平、江永静、江泽佳、许宁、牟玲、牟绪珩、严升贵、苏克明、杜琼书、李少言、李乐民、李聿茂、李克光、李英杰、李松旺、李国达、李振邦、李培全、杨凤、杨东乔、杨代蒂、杨如兰、杨克宗、杨松英、杨岭多吉、杨贵元、杨美芬、杨超、肖光成、肖秧、吴大成、吴诸辉、吴群梅、邱国彬、何万钟、何玉兴、何郝炬、佘国华、辛哲生、汪昌惠、宋汝棼、张云湘、张仁樑、张凤台、张文康、张文澄、张永言、张廷翰、张庆寿、张安居、张贤文、张晓玲、张皓若、张锡君、陆正群、阿底洛曲、陈书舫、陈承志、陈登发、陈璟琚、邵启昌、范玉平、林世铮、林健椿、易明均、罗平亚、罗蛰潭、金一渔、金海润、周永、周成美、周更新、周颖、周殿鳌、泽茸、降央伯姆、赵仕碧、赵尔宓、赵敏光、郝振贤、胡代光、胡兴祥、胡绩伟、胡懋洲、胡耀邦、柯召、钟鑫圆、香根·巴登多吉、侯光炯、侯通和、祝有力、费子文、贺芳、贺逢辰、柔洛、秦登田、索观涛、夏万洁、夏宗明、柴云振、钱毋荒、钱尚介、钱敏、钱惪、倪鹤龄、徐尚志、徐崇林、徐僖、凌萝达、高贤华、高素芳、郭炎、席义方、唐昌祥、唐章锦、竞华、涂雍馥、黄永光、黄启璪、黄济人、黄家夫、曹秀清、曹建猷、盛秀英、常嗣且、康振黄、梁上泉、续俊海、彭迪先、彭绍清、彭健、蒋一苇、蒋登富、韩春华、程贻举、傅建章、曾平江、曾恒华、谢太丰、蒲泽权、雷亨顺、蔡树根、臧棣华、裴昌会、翟文蓉、熊复、潘大逵、魏文彦

## 贵州省（74名）
于希明、马玉宝、王天珍、王风、王由仁、王寿亭、王秉鋆、王录生、王荣邦、王炳俊、王家钧、王淑贤、王朝文、王德懋、王耀伦、韦绍凯、文权有、文明铣、龙国义、卢捷克、申云浦、叶辛、冉砚农、朱青、刘九珠、刘大亮、刘元举、刘衍瑜、刘爱力、安迪伟、安毅夫、许成功、孙树林、李光辉、李华梅、李昌琪、李学高、李效敬、杨文刚、杨初桂、杨靖洲、吴少祥、吴邦建、吴向必、吴实、何兆麟、邹开良、张玉环、阿略、陈文彪、陈光智、陈惠莉、罗平义、罗志英、罗登义、孟连崑、胡锦恩
胡锦涛、宦乡、费长青、秦川、莫两德、徐运北、徐英莲、徐采栋、徐健生、程孟仁、傅锟、曾明英、禄智明、谢培庸、滚成花、潘成杰、戴振华

## 云南省（87名）
刀安钜、刀述仁、于兰馥、马开贤、马云从、王正光、王正芳、王任才、王学仁、王昭明、巴国新、艾群、召存信、亚娜、朱德祥、刘正荣、刘志忠、关肃霜、汤国彦、安德富、祁山、阮虔芳、孙诺吉才、孙敏初、李文选、李向梅、李国兴、李朋、李荫生、李美光、李济五、李桂英、杨开礼、杨兰珍、杨明、杨绍鸿、杨顺群、杨臻、吴征镒、吴锦庄、何贵、何海清、何朝云、余菊仙、谷林祥、宋任穷、宋承淑、张国伟、张荣、张荣昌、张毓吉、张懋嵩、阿苏大岭、青长庚、郁文、岩坎章、岩秒、和志强、金德、周林、宗庸卓玛、赵家培、南天文、钟振川、段发奎、段毓华、保洪忠、聂荣贵、徐道谦、郭顺英、陶发昌、黄庭忠、黄桂芳、曹新权、盘美芳、彭志芬、蒋腊摆、程道林、普联和、普照、曾世麟、曾延庆、楚庄、蔡立仁、蔡留艳、缪以瑾、薛文喜

## 西藏自治区（19名）
于学林、土登才旺、扎西拉姆、平措、达瓦偏多、伍精华、多吉才让、江中·扎西多吉、坚争、阿沛·才旦卓嘎、阿沛·阿旺晋美、拉巴次仁、郎杰、洛嘎、班禅额尔德尼·确吉坚赞、索朗、索朗单增、强巴赤列、强俄巴·多吉欧珠

## 陕西省（71名）
于小文、万军、习仲勋、马大谋、马平一、王广林、王巨才、王双锡、王戍堂、王金平、王铭、毋致、石兴邦、田家乐、史玉清、史可训、白志有、朱世保、朱春华、延焕梧、刘文西、刘正照、刘荫武、许廷方、孙克华、孙菊娣、严佑民、苏明、李文渊、李玉花、李连璧、李俊山、李溪溥、李殿荣、杨一木、杨有道、杨继海、杨淑琴、肖正诚、吴殿文、何旭、佘树声、张代顺、张光中、张树诚、陈作人、陈绍蕃、陈漱阳、周天孝、周雅光、郑修麟、赵长军、赵米香、赵建础、赵洪璋、胡采、侯宗宾、袁仙阁、夏根旺、徐永基、高立满、高登榜、黄永年、符浩、康健生、蒋克明、谢怀德、熊应栋、潘玲玲、魏至旺、魏明生

## 甘肃省（43名）
马凤英、马如麟、王贵珍、王德雍、邓成城、卢克俭、朱文玉、朱宣人、刘兰亭、刘冰、刘若、刘燕、孙爱萍、李功受、李萍、宋平、张克让、张言、陈国章、陈煦、陈耀仁、欧庆瑜、依拉久美、孟宪慎、赵欣、柯茂盛、姚顺国、贺敬农、班地雅、桐树苞、贾志杰、柴俊祯、倪安民、徐尚和、高登英、曹同维、董松江、韩铁成、焦善民、赖学中、蔡福成、熊芳清、魏玉英

## 青海省（17名）
马玉芬、马自力哈、马进福、王秀清、扎喜旺徐、尹道声、李福录、杨生杰、宋瑞祥、陈永达、昂毛、宦爵才郎、班玛丹增、夏茸尕布、钱国英、韩进孝、童成荣

## 宁夏回族自治区（11名）
马力、马志华、马钊、马腾霭、叶惠芬、白立忱、冯之浚、纳长麒、底秀兰、胡子诚、梁飞彪

## 新疆维吾尔自治区（59名）
马木托夫·库尔班、马成荣、马建屏、王震、木拉提霍加、什瓦廖娃·尼娜、玉素甫·艾沙、艾斯海提、卡比拉·斯马胡里、叶秀英、司马义·艾买提、刘双全、米吉提·胡达拜尔地、米孜·阿合买提、汝光、许秀华、许鹏、买然木汗．牙合甫、玛依努尔·哈斯木、克尤木·吐尔地、克然木·伊明、苏来衣曼、李东辉、李崇正、李嘉玉、李聪恒、吾甫尔·阿不都拉、吴佳和、何德尔拜、邹如清、库尔班·尼牙孜、宋汉良、张正清、阿木冬·尼牙孜、阿不力克木·艾合买提、阿不都秀库尔·吐尔地、阿不都热西提·卡热阿吉阿不都热衣木·阿米提、阿巴拜克·沙吾提、阿布扎尔·黑力力、阿依木汗·阿米色力木阿勒布斯拜·拉合木、陈善明、努尔买提·尼牙孜、努尔莫合买提·热衣斯、林智仁、卓哈拉·司马义力、热合甫·阿巴斯、热衣汗·阿不力孜、党金、铁木尔·达瓦买提、徐百汇、海仁沙·斯拉木、黄宝璋、颉富平、韩鹏图、解生瑞、赛福鼎·艾则孜、薛惠芬

## 台湾省（13名）
田富达、刘彩品、江水生、李辰、杨玉辉、吴国祯、張洽、陆毅中、陈贵州、范增胜、林丽韫、黄顺兴、蔡子民

## 中国人民解放军（267名）
丁文昌、刁培泽、于乃昌、马驰、马辛春、马秉臣、马春娃、王长盛、王玉琪、王申、王立春、王永宁、王永林、王有翰、王宏济、王茂润、王英洲、王明海、王炬、王建业、王钟琦、王修忠、王保臣、王彦、王宪志、王冠德、王晓红、王爱武、王猛、王清涛、王绪恭、王湘生、王静波、韦宇、牛先民、牛金山、孔宪礼、邓小平、邓家泰、玉宗焕、叶飞、田永存、田静、白文仲、宁多荣、邢世忠、邢智勇、毕皓、曲继宁、吕祥胜、吕梁、朱维斌、朱超、朱敦法、向孝书、刘小安、刘玉明、刘玉堤、刘立封、刘有光、刘存智、刘伦贤、刘华清、刘汝均、刘兴文、刘丽琳、刘伯然、刘明仁、刘明璞、刘凯、刘学基、刘绍先、刘振堂、刘桂楠、刘晓莲、刘新增、孙文清、孙成如、孙雨林、阴法唐、杜克安、杜郁、巫致中、李开云、李元喜、李长林、李长根、李化新、李文卿、李文彬、李永泰、李伦、李来柱、李希林、李杰、李宗安、李树柏、李宣化、李硕、李景、李景伟、李瑞秀、杨白冰、杨永斌、杨安忠、杨志泛、杨尚昆、杨朝芬、杨锡兰、连耀廷、肖旭初、肖家喜、肖穆、吴玉谦、吴光贤、吴爱群、吴家民、吴铨叙、利少安、何亦祥、何尚纯、佟宝存、谷景生、邹玉琪、库尔班·艾尔西丁、辛明、沈昌祥、沈荣骏、沈椿年、宋双来、宋英奇、宋承志、宋清渭、迟云秀、迟浩田、张工、张太恒、张巨惠、张少华、张少松、张长蔚、张文华、张志坚、张秀龙、张序三、张茂忠、张英明、张明远、张明春、张建民、张相阁、张振先、张景芬、陆汝玉、陈玉霜、陈冬英、陈希滔、陈明山、陈忠贤、陈显华、陈洪远、陈培民、陈培忠、陈景藻、陈静、陈鹤桥、林月琴、林虎、林基贵、林溪石、罗邦杰、罗尚功、罗敬辉、岳德旺、金恭、郐万增、周坤仁、周悦发、周曼殊、郑文翰、郑贤斌、郑国忠、郑惕、赵明活、赵南起、赵焕职、郝保庆、胡荣贵、钟理明、段苏权、侯志新、姜玉田、姜志增、姜德廷、洪学智、洪家德、宫永丰、姚树人、贺进恒、贺鹏飞、秦江昌、秦兴汉、秦伯益、秦基伟、聂力、夏秀英、钱抵千、徐永清、徐传读、徐芳春、徐莉莉、徐效武、徐滨士、高天正、高同声、高树春、郭凤林、郭涛、唐广才、唐立忠、黄乙武、黄玉昆、黄玉章、黄在渔、黄自强、黄序、黄炳新、黄渐鸿、曹文娥、曹双明、曹思明、崔世芳、章昭薰、阎琢、隋永举、董学林、董宜胜、韩怀智、景学勤、傅英杰、傅秉跃、傅奎清、曾玉卿、温宗仁、温景义、靳玉轩、靳庆丰、蓝丁寿、雷春林、路宝银、詹大南、蔡仁山、蔡公杰、蔡英、蔡建宇、臧文清、臧穗、裴九洲、裴怀亮、嘎旺、廖汉生、廖剑芳、谭富吉、颜金生、潘日源、潘焱、魏明义

## 代表变动情况

### 补选代表
- 宁夏：马思忠、金晓昀、李天柱、惠连杰、崔永庆、廖朝达
- 山东省：曹志、王树芳、曹宝生、郎咸芬、葛宝田、卞宪体、李新芝、姜健、赵志浩
- 河南省：林晓、杨析综
- 四川省：土登尼玛、吴味辛、钟树梁
- 吉林省：陈世兴
- 广西：胡德才、黄保尧
- 广东省：李绍珍、曾德成、钱永善、周南、曾宪梓、黎子流
- 海南省：鲍克明、刘剑锋、邓鸿勋、陈家悦
- 黑龙江：邵奇惠、魏玉令、沈萃华
- 上海市：江泽民、吴邦国
- 江苏省：陈焕友、章新胜
- 安徽省：郑锐、姜林和
- 湖南省：陈邦柱、谭承令、廖济广
- 天津市：刘晋峰
- 河北省：刘德运
- 云南省：梁北钳、刀永寿、肖代芬
- 陕西省：杨吉荣、潘季、陆帼一
- 中国人民解放军：何礼
- 内蒙古：林维申
- 辽宁省：左琨、黄恒宪
- 浙江省：葛洪升
- 福建省：黄善华、陈联合
- 湖北省：郭树言
- 新疆：马木提·哈得尔阿吉

### 辞去代表职务
- 四川省：钱惪
- 广西：韦家国
- 台湾省：陆毅中

### 罢免代表资格
- 江苏省：王东林、高政
- 山东省：孔凡鲁
- 海南省：梁湘
- 四川省：胡绩伟
- 云南省：安德富
- 上海市：赵复三
- 河南省：何志钜
- 湖南省：瞿宝元
- 广东省：许家屯
- 宁夏：廖朝达
- 河南省：刘思谦

### 撤销代表职务
- 陕西省：魏明生